# Jaime Lyn Bauer
Jaime Lyn Bauer (Phoenix, Arizona, 9 maart 1949) is een Amerikaanse actrice.

## Loopbaan
Bauer was eerste eredame bij de Miss Arizona-verkiezing. Toen ze een modellencarrière begon in Chicago werd ze Miss Chicago en later derde eredame bij Miss Illinois. In 1970 verscheen ze op de omslag van Playboy.
Al snel kwam haar acteercarrière van de grond en in 1973 maakte ze deel uit van de originele cast van de soapserie The Young and the Restless: ze speelde de rol van de sexy Lauralee Brooks tot 1982. 
In 1986 kreeg ze haar eerste kind en onderbrak ze haar carrière.
Haar volgende grote rol was die van Laura Spencer Horton (1993) in Days of our Lives, waar ze een psychiatrisch geval moest spelen. Nadat haar soapdochter Jennifer in 1998 de serie had verlaten, kwam ze nog maar sporadisch in beeld en een jaar later was haar laatste optreden bij de trouw van John en Marlena. In 2003 kwam ze nog eens terug voor een korte terugkeer voor het huwelijk van haar, inmiddels teruggekeerde, dochter Jennifer.
Bauer is sinds 1982 gehuwd en heeft met haar echtgenoot drie kinderen.